# Pyxine subcinerea
Pyxine subcinerea är en lavart som beskrevs av Stirt. Pyxine subcinerea ingår i släktet Pyxine och familjen Physciaceae.   Inga underarter finns listade i Catalogue of Life.

## Källor

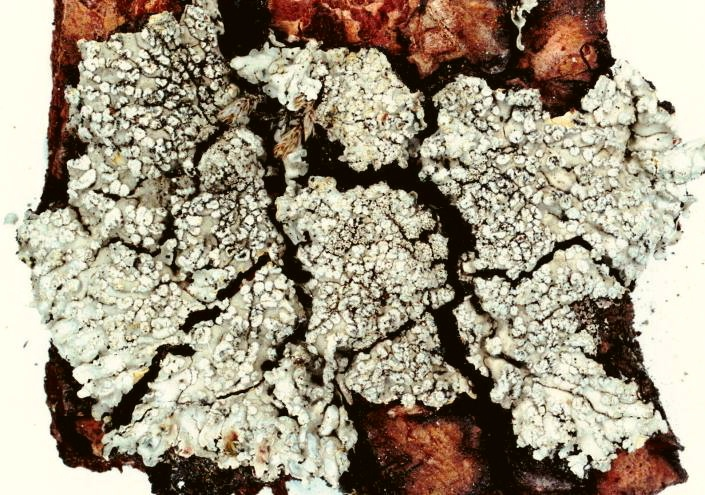
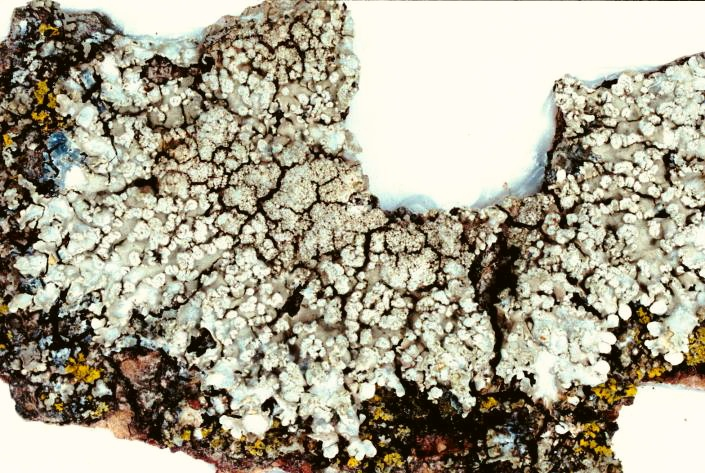